# Zbigniew Zieliński (pułkownik)
Zbigniew Zieliński ps. Sęk (ur. 13 lutego 1929 w Tadzinie) – pułkownik Wojska Polskiego, członek Armii Krajowej i żołnierz wyklęty jako członek Konspiracyjnego Wojska Polskiego. Działacz społeczny, założyciel i pierwszy kierownik Urzędu do Spraw Kombatantów i Osób Represjonowanych oraz sekretarz stanu w rządach premierów Jana Krzysztofa Bieleckiego, Jana Olszewskiego i Waldemara Pawlaka.

## Życiorys
W czasie II wojny światowej był żołnierzem batalionu „Las” 74 pułku piechoty Armii Krajowej, nosił konspiracyjny pseudonim Sęk. Po wojnie należał do tzw. drugiej konspiracji (antysowieckiej) w Konspiracyjnym Wojsku Polskim pod dowództwem komendanta Stanisława „Warszyca” Sojczyńskiego.
Ukończył wyższe studia ekonomiczne i politechniczne w zakresie inżynierii i planowania przestrzennego miast i regionów.
W czasach Polskiej Rzeczypospolitej Ludowej zorganizował przy warszawskiej Kurii Metropolitalnej nielegalne duszpasterstwo kombatantów, żołnierzy z okresu II RP, PSZ, AK, NSZ, BCH, WiN i KWP. W latach 80. był inicjatorem pierwszego w Polsce pomnika generałów Stefana Grota-Roweckiego i Leopolda Okulickiego we Włoszczowie oraz, już w III RP, pomnika Armii Krajowej i Polskiego Państwa Podziemnego w Warszawie, a także ponad 30 innych pomników i tablic upamiętniających Polskie Państwo Podziemne i konspirację niepodległościową.
W 1990 roku był jednym ze współtwórców w utworzeniu Światowego Związku Żołnierzy Armii Krajowej, a także pierwszym oficjalnym delegatem Rządu III Rzeczypospolitej do gen. Stanisława Maczka i uczestnikiem delegacji do głównej kwatery NATO, a także współautorem ustawy o kombatantach i od 1991 pierwszym Kierownikiem Urzędu ds. Kombatantów, który sprawował do 1992. Później pełnił funkcję doradcy w innych centralnych instytucjach rządowych. Jest prezesem honorowym leśników-kombatantów (Koła Leśników i Kombatantów przy Ministerstwie Środowiska), działaczem społecznym Naczelnej Organizacji Technicznej w zakresie inżynierii budownictwa i ochrony środowiska, oraz Prezesem Klubu Przyjaciół Muzeum Niepodległości. Autor i współautor 36 książek, a także około 280 publikacji z dziedziny inżynierii, wojskowości, ochrony środowiska, urbanistyki, architektury i historii I i II wojny światowej.
Prelegent na wyższych uczelniach w kraju i za granicą. Inicjator sześciu dokumentalnych filmów zrealizowanych i emitowanych w TVP. Uczestnik wielu audycji radiowych i telewizyjnych, konferencji naukowych, kongresów, także międzynarodowych m.in. w Helsinkach „na rzecz zapobiegania konfliktom zbrojnym na świecie”.

## Odznaczenia i nagrody
- 1944 – Krzyż Walecznych – nadany przez ostatniego komendanta AK gen. Leopolda Okulickiego
- Medal Wojska
- 1954 – Srebrny Krzyż Zasługi[3]
- Złoty Medal „Za zasługi dla obronności kraju”
- Krzyż Armii Krajowej
- Krzyż Partyzancki
- Krzyż Batalionów Chłopskich
- Krzyż Narodowego Czynu Zbrojnego
- Złoty Medal „Opiekun Miejsc Pamięci Narodowej”
- 1999 – Krzyż Komandorski Orderu Odrodzenia Polski w uznaniu wybitnych zasług w działalności na rzecz niepodległości Rzeczypospolitej Polskiej, za zaangażowanie w działalności kombatanckiej[4]
- 2012 – Medal „Pro Patria”[1]
- 2012 – Tytuł Honorowego Obywatela Miasta Włoszczowa jako wyraz najwyższego wyróżnienia i uznania za lata działalności na rzecz upamiętnienia ważnych wydarzeń historycznych na Ziemi Włoszczowskiej, jak również popularyzowania wiedzy z czasów II wojny światowej[2]
- Odznaka „Weteran Walk o Wolność i Niepodległość Ojczyzny”
- Krzyż Konspiracyjnego Wojska Polskiego
- Odznaka „Za Zasługi dla ZKRPiBWP”
- Krzyż Więźnia Politycznego
- Medal za Zasługi dla Unii Ofiar Nazizmu
- Najwyższe polskie odznaczenie kościelne – Prymasowski Złoty Medal za wybitne zasługi dla Kościoła i Narodu – Primatiali Nomismate Aureo – Ecclesiae Populoque Servitium.

## Publikacje zwarte (wybór)
- Sztab wojskowy. Zarys historyczny. 1961
- Taktyka w kampanii rosyjskiej. 1961
- Walczyli o wolność Polski. 7 Dywizja AK. 1998
- Jędrusiowa dola. 1999
- 7 dywizja Armii Krajowej. 2004
- Cierniste drogi żołnierzy AK. 2004 i 2013
- Baza leśnych ludzi. 2005
- Jedni z najdzielniejszych. Żołnierze 74 Górnośląskiego Pułku Piechoty WP 1919-1939, 74 Pułku Armii. 2006
- Leśnicy na frontach II wojny światowej. 2007
- Komandosi spod znaku Armii Krajowej. 2008
- „Marcin” – major Mieczysław Tarchalski 1903–1981. 2008
- Skąd twój ród komendancie „Marcinie”. 2008
- Droga na Monte Cassino w świetle dokumentów sztabowych. 2009
- Gen. bryg. Stanisław Sojczyński „Warszyc” i jego żołnierze z AK i KWP. 2010
- Ostatni szwoleżer II Rzeczypospolitej gen. bryg. Marian Nitecki. 2010